# Киндельский
 Киндельский  — поселок в Новосергиевском районе Оренбургской области. Входит в состав Кулагинского сельсовета.

## География
Находится на расстоянии примерно 25 километров по прямой на юг от районного центра поселка Новосергиевка.

## Население
Население составляло 92 человека в 2002 году (96% русские), 43 по переписи 2010 года.